# Regionales Schutzgebiet Bosques Secos de Salitral – Huarmaca
Das Regionale Schutzgebiet Bosques Secos de Salitral – Huarmaca (span. Área de Conservación Regional Bosques Secos de Salitral – Huarmaca) befindet sich in der Region Piura in Nordwest-Peru. Das Schutzgebiet wurde am 21. Juli 2011 durch das Dekret D.S. Nº 019-2011-MINAM eingerichtet. Die Regionalregierung von Piura ist die für das Schutzgebiet zuständige Behörde. Das Schutzgebiet besitzt eine Größe von 288,12 km². Es dient der Erhaltung eines collinen und montanen Trockenwald-Areals. Es wird in der IUCN-Kategorie VI als ein Schutzgebiet geführt, dessen Management der nachhaltigen Nutzung natürlicher Ökosysteme und Lebensräume dient.

## Lage
Das Schutzgebiet befindet sich am Westrand der peruanischen Westkordillere im Nordwesten Perus. Es besteht aus einem 251,37 km² großen Nordteil (Sector Norte), der im Distrikt Salitral der Provinz Morropón sowie im Distrikt Huarmaca der Provinz Huancabamba liegt, sowie aus einem 36,75 km² großen Südteil ( Sector Sur), der vollständig im Distrikt Huarmaca liegt. Beide Areale liegen etwa 11 km auseinander. Der Nordteil erreicht Höhen von bis zu 1490 m, der Südteil von bis zu 1781 m.

## Ökologie
Das Schutzgebiet bildet den Lebensraum des seltenen Weißschwingenguan (Penelope albipennis).
Weitere Vogelarten in dem Gebiet sind der Rosthals-Blattspäher (Syndactyla ruficollis), der Braunschulter-Baumspäher (Clibanornis erythrocephalus), der Graukopf-Ameisenvogel (Myrmeciza griseiceps) und der Graubrust-Schnäppertyrann (Lathrotriccus griseipectus). Weitere Tierarten in dem Areal sind Ortons Boa (Boa constrictor ortonii), eine Unterart der Abgottschlange, Polychrus femoralis aus der Gattung der Buntleguane sowie der Puma (Puma concolor). Zur Flora im Schutzgebiet gehören die Baum- und Straucharten Bursera graveolens (palo santo), Loxopterigium huasango (hualtaco),  Eriotheca discolor (pasallo), der Butterblumenbaum (Cochlospermum vitifolium) und Vachellia macracantha (faique).